# 伊莱扎·麦卡特尼
伊莱扎·麦卡特尼（Eliza McCartney，1996年12月11日—）是一名新西兰女子撑杆跳高运动员，她以4.64米的成绩成为青年女子室外撑杆跳高的世界纪录保持者，以4.80米成为该项目的国家纪录保持者。以4.80米获得2016年奥运会铜牌。时年19岁的她也成为了奥运史上获得女子撑杆跳高奖牌的最年轻得主。

## 外部連結
- 伊莱扎·麦卡特尼在的頁面
- 伊莱扎·麦卡特尼的Instagram帳戶